# Breisgau

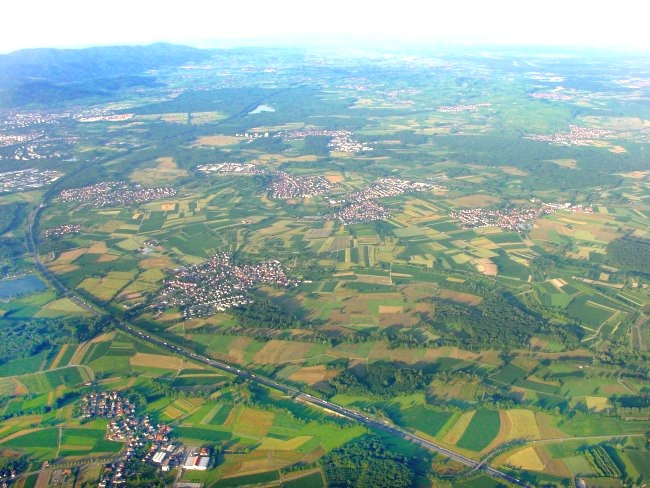
Pohled na krajinu z horkovzdušného balónu

Breisgau (počeštěně Breisgavsko) je historický a přírodní region, rozdělený v současnosti mezi německou spolkovou zemi Bádensko-Württembersko a švýcarský kanton Aargau. Je vymezen na západě francouzskou hranicí na řece Rýn, na severu regionem Ortenau, na východě pohořím Schwarzwald a na jihozápadě sousedí s Markgräflerlandem, má rozlohu okolo 4000 km². V rámci Bádenska-Württemberska je rozdělen mezi okresy Breisgau-Hochschwarzwald, Emmendingen, Lörrach, Schwarzwald-Baar,  Waldshut a dále město Freiburg im Breisgau. Žádný z okresů Bádenska-Württemberska však nerespektuje historické hranice regionu. Jižní část regionu, náležející ke švýcarskému kantonu Aargau je v jeho rámci rozdělena mezi okresy Laufenburg a Rheinfelden, jejichž jižní hranice pro změnu respektují jižní hranici regionu. Největším městem je dvousettisícový Freiburg im Breisgau, významnými sídly jsou také Breisach am Rhein, Waldkirch a Bad Krozingen. Nejvyšší horou je Schauinsland (1284 m n. m.), krajinou protékají přítoky Rýna Elz a Möhlin. 

## Historie
Název Breisgau je zpravidla odvozován od keltského vlastního jména Brisios, objevuje se také v označení místního germánského kmene Brisgavi, o kterém se zmiňuje ve čtvrtém století našeho letopočtu římský letopisec Ammianus Marcellinus. Ve středověku bylo Breisgau součástí Švábského vévodství, pak většinu území ovládali Habsburkové jako součást Předních Rakous. Od roku 1802 se část území, rozkládající se jižně od Rýna, připojila ke Švýcarsku jako nový kanton Fricktal, ale již roku 1803 byl tento kanton připojen Napoleonem ke kantonu Aargau. Severní větší část byla pro změnu roku 1803 připojena Napoleonem k Bádensku, což o dva roky později potvrdil Prešpurský mír.

## Přírodní poměry
Breisgau je nejteplejší částí Německa s průměrnou roční teplotou 11 °C a zhruba 1800 hodinami slunečního svitu za rok. Klima umožňuje pěstování kukuřice, tabáku, ovoce a révy vinné; na svazích Tunibergu a Kaiserstuhlu se produkuje zejména Rulandské modré, Müller Thurgau a Ryzlink rýnský.